# جیک اوانز
جیک اوانز (انگلیسی: Jake Evans؛ زادهٔ ۲۱ اوت ۲۰۰۸) بازیکن فوتبال اهل انگلستان است که در حال حاضر برای لستر سیتی در پست مهاجم بازی می‌کند.
وی همچنین در تیم ملی فوتبال زیر ۱۶ سال انگلستان بازی کرده است.

## دوران باشگاهی
او که محصول آکادمی لستر سیتی است، از ۱۶ سالگی شروع به بازی در تیم زیر ۲۳ سال این باشگاه کرد. در ۷ فوریه ۲۰۲۵ به فهرست بازیکنان مسافری برای مسابقه جام حذفی مقابل منچستر یونایتد دعوت شد و کمی بعد با ۱۱ گل، بهترین گلزن لیگ برتر ۲ بود. در آن زمان بود که به صورت منظم با تیم اصلی تمرین کرد. او اولین بازی حرفه‌ای و بزرگسالان خود را برای لستر سیتی در تاریخ ۱۲ آوریل ۲۰۲۵ در دقیقه ۹۸ به جای کِیزی مک‌آتیِر در تساوی ۲–۲ مقابل برایتون و هاو آلبیون انجام داد.

## دوران ملی
اوانز در آوریل ۲۰۲۴ به تیم ملی فوتبال زیر ۱۶ سال انگلستان برای یک تورنمنت دوستانه دعوت شد.

## سبک بازی
اوانز در پست هافبک کناری یا مهاجم بازی می‌کند و در گرفتن توپ از مدافعان و نگه داشتن توپ در حمله مهارت دارد. او دارای سرعت انفجاری بالا و مهارت بالایی در گلزنی است.